# IV. Ferdinánd kasztíliai király
IV. Ferdinánd (Sevilla, 1285. december 6. – Jaén, 1312. szeptember 7.) a  Burgundiai-házból származó  kasztíliai és  leóni király,  IV. (Merész, Vad) Sancho  (1257? 1258? – 1295)  kasztíliai és leóni király fia és utóda.

## Élete és uralkodása
IV. Ferdinánd kiskorúsága alatt az édesanyja,  Maria de Molina  (1265? – 1321),  Molina úrnője, Kasztília régensnőjeként uralkodott (1295 – 1301).  (Ő Alfonso de Molinának,  IX. Alfonz leóni király és  Berengária kasztíliai királynő  gyermekének,   III. (Szent) Ferdinánd  öccsének, volt a lánya.)  Ebben az időszakban anarchikus állapotok, a különböző nemesi érdekcsoportok viszálykodása jellemezte a királyság életét. Azonban a nagykorúvá vált király is gyenge uralkodónak bizonyult, kormányzását nem kísérte szerencse és annak ellenére, hogy az aragóniaiak segítségével 1309-ben elfoglalta Gibraltárt, összességében véve a   mórok  ellen sem harcolt sikeresen.  (Gibraltárt később, 1333-ban, elveszítették a kasztíliaiak, a móroktól csak 1462-ben szerezték véglegesen vissza.)
IV. Ferdinánd utóda a fia, Alfonz (1311 – 1350) lett, ő  XI. Alfonz kasztíliai és leóni király, akinek az édesanyja  Konstancia (1290 – 1313) volt,  Dénes  (1261 – 1325)  portugál királynak és feleségének, az aragóniai királyi családból származó    Portugáliai Szent Erzsébetnek (1277 – 1336) a lánya.